# Октиббеха
Округ Октиббеха (англ. Oktibbeha County) — округ штата Миссисипи, США. Население округа на 2000 год составляло 42 902 человека. Административный центр округа — город Старквилл.

## История
Округ Октиббеха основан в 1833 году.

## География
Округ занимает площадь 1186,2 км².

## Демография
Согласно переписи населения 2000 года, в округе Октиббеха проживало 42 902 человека (данные Бюро переписи населения США). Плотность населения составляла 36,2 человек на квадратный километр.